# Antonio María Ques Ventayol
Antonio María Ques Ventayol (Alcudia, Islas Baleares, 1889 - Palma de Mallorca, 24 de febrero de 1937) fue un político y empresario español. Fue accionista de Trasmediterránea y militó en el Partido Liberal dirigido en Mallorca por Juan March Ordinas. Con la llegada de la Segunda República y el colapso de los partidos políticos de la Restauración, se decantó hacia el republicanismo y en 1934 fue uno de los fundadores de Esquerra Republicana Balear, si bien su visión política de izquierdas le hizo matizar el nacionalismo balear y catalanista que entendió dentro del conjunto de España.
Cuando empezó la guerra civil española fue detenido por los militares sublevados y condenado a muerte por rebelión en un Consejo de Guerra sumarísimo en donde el tribunal sólo escuchó los cargos formulados por el relator militar. Fue fusilado junto con el alcalde de Palma, Emilio Darder, Alexandre Jaume y Antoni Mateu Ferrer el 24 de febrero de 1937 en el cementerio de Palma.